# Символическая агнозия
Символическая агнозия (буквенная агнозия) — вид зрительной агнозии, при которой нарушается способность синтезировать воспринимаемые буквы и/или цифры в целостный (симультанный) образ. К данной форме агнозии относят также дисфункцию восприятия различных символических знаков, нот, иероглифов, аббревиатур и т. д.
Центральный дефект символической агнозии — нарушение вычленения существенных признаков букв/других символов, ранее представленных в опыте больного, но по причине болезни утративших прежнее значение в реализации высших психических функций (ВПФ).

## История изучения
Впервые Финкельнбург (1870) пытался усмотреть причину зрительных агнозий не в дефектах зрения, а в нарушении сложной символической функции, которую он назвал специфическим видом асимболии. Финкельнбург, опираясь на идеи Канта о базовой человеческой способности обозначения («facultas signatrix»), предположил, что асимболия проявляется в утрате приобретённого умения узнавания и использования знаков и символов окружающих объектов.
В 1919 году O. Potzl выделил синдром (синдром Пётцля), характеризующийся буквенной слепотой (неспособностью различать буквы, читать), цветовой агнозией и сужением полей зрения.
В 1944 году австрийский психиатр А. Адлер описывает пациента, который с трудом распознавал цифры с загнутыми линиями, например, 2, 5, 6, но довольно легко узнавал цифры, состоящие из прямых линий, — 1, 4.
Эфрон (1968), Бенсон и Гринберг (1969) описали случай мистера С., отравившегося угарным газом, вследствие чего потерявшего способность распознавать физические объекты, в том числе геометрические фигуры, буквы и цифры.
Советский нейропсихолог Л. С. Цветкова (1977) изложила в монографии «Нейропсихология счёта, письма и чтения: нарушение и восстановление» случай возникновения нарушения функций письма (аграфии), чтения (алексии) и счёта (акалькулии), вследствие дефектов зрительного (оптического) гнозиса.
Н. Н. Полонская в работе «Жизнь на осколках видимого мира: нейропсихологическая диагностика зрительной агнозии» (2014) приводит в пример пациентку Б., с перенесённым острым нарушением мозгового кровообращения (ОНМК), которая испытывала трудности в зрительной обработке буквенной информации с последующим распадом автоматизированного навыка чтения и переходом на аналитический уровень понимания смысла прочитанного.

## Симптомы
Для больных, страдающих данной формой расстройства зрительного гнозиса, характерны следующие симптомы:
- Распад восприятия целостного обобщённого зрительного образа буквенного знака или цифры;
- Нарушение узнавания и называния букв (литеральная алексия)[6]
- Трудности зрительного объединения букв в слова, нарушение восприятия слов (вербальная алексия), цифр, нотных, арифметических знаков[7]
- Нарушение актуализации (представления) обобщённого зрительного образа-знака;[7]
- Замена букв при оптической близости буквенных признаков;
- Неправильное расположение букв в пространстве (включение нарушения пространственного нейропсихологического фактора в патогенез);
- Появление «зеркальных ошибок» при письме.
- Утрата способности к беглому чтению, замедление темпа чтения, вплоть до невозможности понимания смысла прочитанного (первичная алексия)[3]

## Локализация
Буквенная агнозия возникает при поражении вторичных отделов зрительной коры (18-е и 19-е поле по Бродману) теменно-затылочной области мозга. В большинстве случаев возникает при одностороннем поражении левого (доминантного у правшей) полушария, отвечающего за речевые процессы и восприятие знаков письменного языка.
Нарушение актуализации зрительных представлений обобщённого образа-символа проявляется при поражении височно-затылочных отделов.
Появление «зеркальных ошибок» происходит при поражении задних отделов правого полушария и мозолистого тела. Были выявлены случаи ошибок буквенного гнозиса и при локальном поражении правой лобной области.

## Диагностика
Для диагностики буквенной агнозии используют определённые стимульные материалы: прописные и печатные буквы алфавита родного языка разного цвета и размера (от 20 до 36 кегля), наложенные друг на друга изображения двух букв или буквы и цифры (варьируются перцептивные характеристики).
Важным условием проверки буквенно-цифрового гнозиса является исследование пространственного нейропсихологического компонента. Для этого испытуемому предъявляют два варианта написания буквы или цифры (правильное и «зеркальное»), из которых он выбирает верный вариант.